# Alef Herman Anrep
Alef Herman Anrep, född 28 mars 1707, död 21 juni 1764 på Åkerby, var en svensk lagman, brukspatron och godsägare
Han var son till Alef Herman Anrep och Maria Charlotta Wattrang som var dotter till revisionssekreteraren Jakob Wattrang. Han var gift med Catharina Adelheim (1732-1794) som var dotter till bergsrådet och brukspatronen Johan Borgström (1685-1763), adlad Adelheim. Han var bror till majoren Jakob Reinhold Anrep (1705-1764), hovrättsrådet Johan Gabriel Anrep (1712-1781) och generalmajoren Reinhold Anrep (1715-1781).
Anrep blev student vid Uppsala universitet 1720 och extra ordinarie kanslist i kansliet 1721. Han var ridpage vid hovet 1722 och beridare där 1739. Han blev kammarherre 1744 och understallmästare 1745. Anrep var lagman i Värmlands lagsaga från maj 1748 intill sin död 1764.
'Han sändes 1730, såsom svensk kavaljer, till Hessen-Cassel att beklaga lantgreven Karls dödsfall. Och under sin utländska resa 1742 blev han i Thüringen anhållen av en löjtnant von Gans vid Weisenfeldska regementet, vilken han, efter uppkommen ordväxling, på stället nedstack.' 
Anrep dog barnlös och är begraven i Kils kyrka. I Gräve kyrka finns hans epitafium uppsatt. Som godsägare och brukspatron drev han Åkerby gård samt Irvingsholm i Tysslinge socken och  Munkfors stångjärnsbruk i Ransäters socken där han 1761 fick tillstånd att utöka bruket med en spiksmedja med två hammare.